# Поперечное (Восточно-Казахстанская область)
Поперечное (каз. Поперечное) — село в Восточно-Казахстанской области Казахстана. Входит в состав городской администрации Риддера. До 2013 года входило в состав упразднённого Пригородного сельского округа. Код КАТО — 632433680.

## Население
В 1999 году население села составляло 406 человек (213 мужчин и 193 женщины). По данным переписи 2009 года, в селе проживал 261 человек (139 мужчин и 122 женщины).
Дом-музей писателя Юрия Васильевича Антропова, лауреата премий им. Н. Островского (1971), К. Федина (1978).